# Zăvoi, Hunedoara
Zăvoi este un sat în comuna Sălașu de Sus din județul Hunedoara, Transilvania, România.

## Imagine

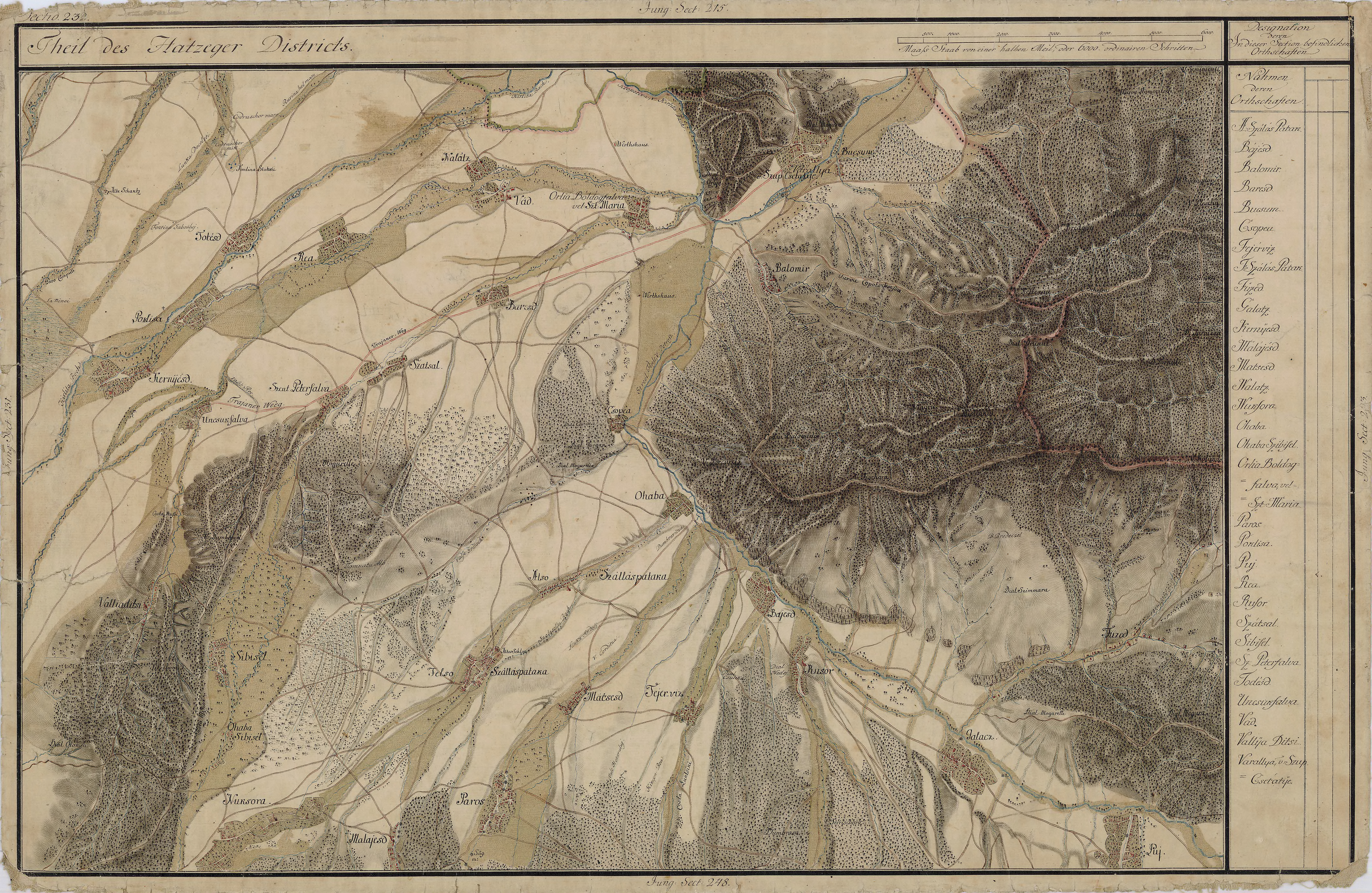
Zăvoi în Harta Iosefină a Transilvaniei, 1769-1773